# Ойна (журнал)
Ойна́ — общественно-политический, образовательный, литературно-поэтический и сатирический журнал, издававшийся Махмудходжой Бехбуди и другими активистами движения джадидизма. Первый выпуск журнала вышел 20 августа 1913 года, а последний выпуск 15 июня 1915 года. Всего вышел на свет 68 выпусков данного журнала. Тираж журнала составлял от 400 до 600 экземпляров. Изначально журнал выходил каждую неделю, и имел 24 страницы, но позднее начал выходить два раза в месяц, но имел уже 35 страниц. Журнал выпускался на узбекском (на арабо-персидской письменности) и персидском (фактически на таджикском языке, но только на арабо-персидской письменности) языках. За все время своего существования журнал издавался в Самарканде. Ойна́ с узбекского, персидского и таджикского языков переводится как зе́ркало.
Инициатором и учредителем журнала «Ойна» являлся известный узбекский просветитель и один из лидеров среднеазиатского джадидизма — Махмудходжа Бехбуди. В создании журнала принимали активное участие Саидреза Ализаде, Раджи и Ходжи Муин. В журнале работали видные в то время журналисты, писатели, поэты, учителя, ученые и джадиды. Махмудходжа Бехбуди являлся главным редактором журнала, также активно писал материалы для журнала. В журнале отражалась общественно-политическая ситуация в Российской империи, и в российской Средней Азии в частности, печатались новости региона и мира, реклама, различные статьи по теме литературы, поэзии, просветительства, религии, образованию, патриотизма, архитектуры и истории, имелись сатирические статьи.
Среди наиболее популярных и известных разделов журнала являлись «Баёни́ хол» (Положение дел), «Хабархо́и Самарка́нд» (Новости Самарканда), «Ахбо́ри джахо́н» (Новости мира) и «Рекло́мо» (Реклама). Подписчиками журнала являлись не только жители и интеллектуалы Средней Азии, но и отдельные подписчики-интеллектуалы из Ирана и Афганистана.